# Microbotryum lychnidis-dioicae
Microbotryum lychnidis-dioicae är en svampart som först beskrevs av DC. ex Liro, och fick sitt nu gällande namn av G. Deml & Oberw. 1982. Microbotryum lychnidis-dioicae ingår i släktet Microbotryum och familjen Microbotryaceae.   Inga underarter finns listade i Catalogue of Life.